# Герб Зеленокумска
Герб города Зеленоку́мска Ставропольского края Российской Федерации — опознавательно-правовой знак, составленный по правилам и традициям геральдики, наряду с флагом являвшийся официальным символом муниципального образования города Зеленокумска (упразднено 1 мая 2017 года) и отражавший исторические, культурные, социально-экономические, национальные и иные местные традиции.
Первый герб города Зеленокумска был утверждён 7 октября 1975 года. Его эскиз разработали специалисты Пятигорского филиала проектного института «Ставропольгражданпроект».
В 2006 году был создан проект нового герба, приведённый в соответствие геральдическим правилам. Данный герб был утверждён решением Совета депутатов муниципального образования города Зеленокумска от 4 октября 2007 года № 332 и, после прохождения экспертизы, внесён в Государственный геральдический регистр Российской Федерации с присвоением регистрационного номера 3932. Разработчик проекта — авторская группа из города Ставрополя: Н. А. Охонько (идея герба), И. Л. Проститов (блазон, изобразительный эталон герба, толкование герба), И. Кравцов (компьютерный дизайн).

## Описание
Геральдическое описание герба муниципального образования города Зеленокумска гласит:

В зелёном щите под серебряной уширенной волнообразной правой перевязью обременённой червлёной лилией в сердце с двумя розами по сторонам, в перевязь слева золотой пшеничный колос.— Положение о гербе муниципального образования города Зеленокумска Советского района

## Обоснование символики
Герб города Зеленокумска является «гласным» («говорящим»), поскольку прямо указывает на название города. Сам принцип «гласности» относится к числу основополагающих принципов сочинения гербов и геральдики в целом и в русских геральдических традициях в частности.
В 1788 году, в соответствии с указом императрицы Екатерины II, графу Александру Романовичу Воронцову была отмежёвана земля в Георгиевском уезде «ниже села Отказного, по правой стороне реки Кумы». Именно поэтому в гербе Зеленокумска присутствуют фигуры родового герба Воронцовых: геральдическая лилия и две геральдические розы.
Зелёное поле гербового щита символизирует первую часть сложносоставного слова «Зеленокумск», а серебряная волнообразная перевязь, обозначающая водный бассейн города, к которому относится река Кума, — вторую часть этого слова. Золотой пшеничный колос указывает на аграрно-промышленную специфику Зеленокумска.
Золото (жёлтый цвет) символизирует Солнце, просвещение, сакральные качества, неподверженность порче, мудрость, стойкость, знатность, честь, превосходство, мужское начало, богатство, совершенство, «воссияние Божие», свет, озарение, гармонию, духовное сокровище, бессмертие, подателя жизни. Серебро (белый цвет) означает девственность, женское начало, непорочность, «Очищенные привязанности», чистоту, целомудрие, красноречие. Червлень (красный цвет) соотносится с цветом великомученичества, активным мужским принципом, цветом солярных божеств, активностью, суровостью, созидательной силой, энергией жизни, победой, успехом, цветом божеств войны. Зелень (зелёный цвет) олицетворяет жизнь, радость, юность, надежду, весну, воспроизведение, природу, рай, изобилие, преуспевание, мир, бессмертие, рост Духа Святого, триумф над смертью, цвет Троицы.

## История

### Герб 1975 года

Герб города Зеленокумска (1975)

Начавшийся в 60-е годы XX века процесс возрождения городской геральдики в СССР способствовал развитию движения по созданию городских гербов в том числе и в Ставропольском крае, где первым к разработке своей символики приступил Пятигорск. Вопрос о необходимости создания официальной символики Зеленокумска впервые был поднят на одном из заседаний городского Совета в первой половине 70-х годов. По инициативе председателя горисполкома В. Фомина к участию в данной работе были привлечены специалисты института «Ставропольгражданпроект». Авторская группа подготовила серию эскизов герба Зеленокумска, отражавших основные особенности города. Эти эскизы вместе со специальным ящиком для голосования были выставлены в местном кинотеатре «Мир», чтобы предоставить горожанам возможность самостоятельно выбрать лучший вариант. Получивший наибольшее число голосов проект городского герба был утверждён 7 октября 1975 года, накануне празднования десятилетия со дня преобразования села Советского в город Зеленокумск. Композиция герба включала в себя фигуры пшеничных колосьев и шестерни. В советское время изображение данного герба было установлено на въезде в Зеленокумск.

### Проекты герба 2006 года

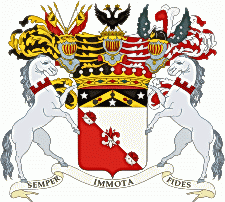
Герб рода графов Воронцовых

В 2006 году администрация муниципального образования Зеленокумска во взаимодействии с геральдической комиссии при губернаторе Ставропольского края приступила к разработке новой официальной символики и приведению её в соответствие геральдическим правилам и требованиям. С этой целью в феврале 2006 года была создана творческая группа, которой к апрелю того же года были подготовлены несколько вариантов эскизов герба и флага, объединённых общей концепцией.
26 июля 2006 года депутаты городского Совета приняли пакет документов об установлении герба и флага Зеленокумска, о проектах их эскизов, а также о проведении публичных слушаний по проектам официальной символики муниципального образования и порядке участия граждан в обсуждении вопросов по принятию герба и флага.
Разработку проектов эскизов, выносившихся на обсуждение, выполнил член геральдической комиссии при губернаторе Ставропольского края, художник-геральдист Игорь Леонидович Проститов. Подготовленные им проекты основывались на использовании действующего с 1965 года названия города — Зеленокумск и его исторического названия — Воронцово-Александровское (с 1963 года — село Советское). Своим происхождением первоначальное наименование населённого пункта, находившегося на правом берегу реки Кумы, было обязано графу А. Р. Воронцову, который в XVIII веке переселил сюда своих крестьян из слободы Александровской Воронежской губернии. Исходя из этого исторического факта секретарь геральдической комиссии при губернаторе Ставропольского края Николай Анатольевич Охонько, оказывавший консультации по проекту, предложил идею применения в гербе Зеленокумска элемента родового герба Воронцовых — волнообразной перевязи с красной лилией в центре и двумя розами того же цвета по краям, что и было в итоге исполнено художником. Кроме того, «по настоянию общественности в гербе был помещён хлебный колос, так как главным занятием населения здесь исконно являлось земледелие. За свои высокие урожаи местные крестьяне в старину звались „хлебными мужиками“». Для гербового поля разработчики проекта выбрали зелёный цвет, символизирующий жизнь, богатство и использовавшийся в Высочайше утверждённом гербе Ставропольской губернии 1878 года.
8 августа 2006 года во Дворце культуры Зеленокумска состоялись публичные слушания по проектам символики муниципального образования с участием представителей органов местного самоуправления, общественных организаций города и членов геральдической комиссии при губернаторе Ставропольского края — Н. А. Охонько и И. Л. Проститова. Представленные на рассмотрение эскизы стали предметом активной дискуссии среди присутствующих. В частности, негативную реакцию у многих участников вызвал зелёный цвет гербового щита, ассоциирующийся по их мнению с воинствующим исламом. В связи с этим предлагалось уменьшить размер зелёного поля, поместив в щит изображения двух пшеничных снопов — символов поселений Новогригорьевское и Воронцово-Александровское, из которых впоследствии был образован город Зеленокумск. Идея была поддержана членами геральдической комиссии, пообещавшими учесть её вместе с другими предложениями в ходе дальнейшей работы над эскизами. На слушаниях также рассматривался эскиз герба, выполненный уроженцем Зеленокумска, художником К. А. Головиным, однако его проект был отклонён, поскольку не соответствовал правилам геральдики. В итоге концепция, предложенная Н. А. Охонько и И. Л. Проститовым, была всё же одобрена, а Совету депутатов и администрации Зеленокумска было рекомендовано учесть замечания участников слушаний и продолжить разработку официальной символики для последующего её утверждения.

## Современный герб
Несмотря на то, что в окончательном варианте герба и флага города Зеленокумска И. Л. Проститов постарался свести к минимуму размеры зелёного поля, большинство депутатов городского Совета данные проекты не одобрило. С этого момента принятие официальных символов муниципального образования было отложено на неопределённый срок.
В 2007 году процедура рассмотрения символики была проведена повторно, и 4 октября 2007 года Совет депутатов Зеленокумска утвердил положения о гербе и флаге города, а затем направил их на регистрацию в Геральдический совет при Президенте Российской Федерации.
После прохождения экспертизы в государственной Герольдии герб муниципального образования города Зеленокумска был внесён в Государственный геральдический регистр Российской Федерации под номером 3932. При этом Геральдический совет рекомендовал изменить его описание на следующий текст: «В зелёном поле золотая головка пшеничного колоса в левую перевязь, поверх которой — серебряная уширенная серебряная перевязь, обременённая посередине червлёной лилией, по сторонам — двумя червлёными розами».